# Еди Джордан
Едмънд „Еди“ Джордан е основател, собственик и ръководител на тима от Формула 1 – Джордан Гранд При. Роден е на 30 март 1948 година в Ирландия.
Първоначално започва да учи стоматология, но става банков служител в Националната Банка на Ирландия. Оказва се обаче че неговата сила е в автомобилните състезания и започва да се занимава с тях през 1970 година. През 1971 година печели ирландския Карт шампионат. През 1983 година участва в Европейския шампионат на Формула 3. Неговият тим печели, през 1989 година, титлата във Формула 3000, донесена от бъдещата звезда във Формула 1 – Жан Алези. Логично той успява да се включи в най-популярния автомобилен спорт – Формула 1, като това става през 1991 г.
Освен с добрите си мениджърски и бизнес качества, Еди Джордан се слави и с успехите в откриването на млади звезди – пилоти.
Освен Жан Алези негови заслуги са откриването на Михаел Шумахер, Рубенс Барикело, Еди Ървайн и др.